# Alcedo Mora
Luis Alcedo Mora Márquez (Mérida, Venezuela, 11 de septiembre de 1960) es un dirigente social y político venezolano, integrante de las organizaciones PRV-FALN-Ruptura y Tercer Camino. Está desaparecido desde 2015, en un caso que ha causado trascendencia.

## Biografía

### Dirigencia social
Alcedo Mora estuvo detenido durante seis meses en la DISIP, quienes lo dejaron sin dientes producto de tortura física. Después del proceso de pacificación contra las guerrillas llevado a cabo en la década de 1960, Mora se unió a Ruptura/Tercer Camino. En la década de 1970 se unió a la Juventud Comunista y fue dirigente de la Liga Socialista.

### Trabajo en la gobernación de Mérida
Mora fue contratado en 2008 como parte de la oficina de Desarrollo Social en la gobernación de Mérida durante la gestión de Marcos Díaz. Entre 2013 y 2015 fue secretario del secretario general de gobierno de Mérida, Luis Martínez, durante la gestión de Alexis Ramírez.

#### Activismo y denuncia social
Desde 2013 Alcedo Mora estuvo denunciando una red de contrabando de gasolina y gasoil relativa al llenadero de Pdvsa ubicado en El Vigía, donde presuntamente estarían involucrados funcionarios de Petróleos de Venezuela (PDVSA) y funcionarios de la gobernación del estado Mérida con paramilitares colombianos (informándole por correspondencia sobre esto a Rafael Ramírez y al entonces gobernador Alexis Ramírez). En 2014 Mora denunció al propio Rafael Ramírez, y los altos ejecutivos de Pdvsa División Occidente.
Mora también denunció la desaparición forzada por parte de militares de campesinos del estado Mérida, así como la masacre de Onia, cometida por efectivos policiales y funcionarios de Inteligencia de Mérida, y la supuesta existencia de grupos paramilitares en la oposición de Mérida.

### Desaparición
Días antes de su desaparición, Mora fue amenazado y chantajeado por hombres armados; uno de ellos se bajó de una camioneta negra Hilux, lo empujo contra la pared, lo encañonó con una pistola y le dijo: «No te metas en vainas, viejo del coño». Mora denunció una supuesta orden de aprehensión que iba a ser ejecutada hacia él por funcionarios del Servicio Bolivariano de Inteligencia Nacional (Sebin).
El 27 de febrero de 2015 Alcedo Mora salió a trabajar y nunca volvió. La denuncia penal de su desaparición fue hecha el 5 de mayo de 2015 en el Cuerpo de Investigaciones Científicas, Penales y Criminalísticas de Mérida. Al mismo tiempo que él desaparecieron los hermanos Esnéider y Eliecer Vergel, dos ciudadanos colombianos relacionados con él, quienes se encontraban en el país en condición de refugiados.
El gobernador de Mérida de ese entonces, Alexis Ramírez, emitió un comunicado en un diario regional expresando: «Debo manifestar públicamente a la colectividad merideña, a sus familiares y a todos los camaradas revolucionarios, mi preocupación por la desaparición de Alcedo Mora, y a través del presente comunicado abogo enérgicamente por su pronta aparición. Posteriormente, Alcedo Mora, hijo del dirigente, denunció que cuando fueron a reclamarle a Luis Martínez, secretario de Gobierno de Mérida, que tomara medidas por Mora, le contestó: «Eso le pasó a tu papá por estar hablando tanta pistolada».

#### Reclamos relativos a su desaparición
El fiscal Orlando Padrón ha apoyado a los familiares de Mora, sin embargo, estos han denunciado que el «silencio cómplice» de las autoridades venezolanas no ha permitido esclarecer las causas de su desaparición.
Varias organizaciones sociales y derechos humanos, entre esas, el Observatorio de Derechos Humanos de la Universidad de Los Andes han participado en la campaña por su reaparición, donde se crearon las cuentas @dondeestaalcedo en la red social X y la comunidad Alcedo Mora Márquez Desaparecido en Facebook. La organización PROVEA también ha participado de llamados a las autoridades nacionales y regionales para encontrar a Alcedo Mora.